# 戚慶
戚慶，字仲禧，河南汝寧府西平縣人，匠籍，明朝政治人物。進士出身。

## 生平
早年出身國子生，河南鄉試第五十一名。成化十四年（1478年）戊戌科會試第七十九名，殿試登進士第三甲第二百零二名。

## 家族
曾祖父戚成甫。祖父戚景芳。父亲戚敏，曾任推官。